# Finkia portoricensis
Finkia portoricensis — вид грибів, що належить до монотипового роду Finkia.